# Norman Joseph Woodland
Norman Joseph Woodland (también conocido como N. Joseph Woodland y NJ Woodland, 6 de septiembre de 1921 - 9 de diciembre de 2012) fue reconocido por ser uno de los inventores del código de barras, por el cual recibió la patente de EE. UU. Número 2.612.994 en octubre de 1952

## Biografía
Woodland nació en Atlantic City, Nueva Jersey el 6 de septiembre de 1921 de padres judíos,y fue el mayor  dos hijos. 
Después de graduarse de la Atlantic City High School, Woodland obtuvo su licenciatura en Ciencias en Ingeniería Mecánica (BSME) de la Universidad de Drexel (entonces llamada Drexel Institute of Technology) en 1947. Durante su servicio militar en la Segunda Guerra Mundial, Woodland trabajó como asistente técnico en el Proyecto Manhattan en Oak Ridge, Tennessee. De 1948 a 1949, trabajó como profesor de ingeniería mecánica en Drexel.
En 1948, Bernard Silver, un compañero de Woodland del Instituto de Tecnología de Drexel y estudiante graduado, escuchó a un ejecutivo de supermercados pidiendo el decano de los estudiantes a encontrar la manera de capturar la información del producto automáticamente al momento de pagar. El decano rechazó la solicitud, pero Silver llegó a mencionar el problema a Woodland. Luego de trabajar en algunas ideas preliminares, Woodland estaba convencido de que podrían crear un producto viable.
Woodland tomó algunas ganancias bursátiles, renunció a su empleo como profesor y se mudó al apartamento de su abuelo en Florida. Mientras estaba en la playa, Woodland examinó de nuevo el problema, recordando que los puntos y rayas del código Morse se utiliza para enviar información por vía electrónica, comenzó a dibujar puntos y rayas en la arena similar a las formas utilizadas en el código Morse. Después de tirar de ellos hacia abajo con los dedos, produciendo líneas finas resultantes de los puntos y las líneas gruesas de los guiones, se le ocurrió la idea de un código Morse lineal de dos dimensiones, y después de compartir su idea con Silver y adaptar la tecnología de las bandas sonoras de las películas, solicitaron una patente el 20 de octubre de 1949, y recibieron la patente de EE. UU. 2.612.994 ("Clasificación de Aparato y Método") el 7 de octubre de 1952,   abarcando diseños de impresión diana tanto lineales y circulares.
Woodland fue contratado por IBM en 1951, y aunque Woodland y Silver querían a IBM para el desarrollo de su tecnología, no fue comercialmente viable, por lo que vendieron la patente a Philco en 1952 por 15.000 dólares, la cual a su vez fue vendida a RCA más tarde en 1952. RCA pasó a tratar de desarrollar aplicaciones comerciales a través de la década de 1960 hasta que la patente expiró en 1969.
Después RCA logró  que la Asociación Nacional de Cadenas de comida se interesara en la idea, en 1969, y formaron el  Comité Especial de supermercado de EE. UU.encargado de las tienda de comestibles con un Código Uniforme por Producto, su rival IBM se involucró en 1971, al averiguar acerca de la obra de Woodland lo trasladaron a sus instalaciones en Carolina del Norte, donde jugó un papel clave en el desarrollo de la versión más importante de esta tecnología, el Código universal de Producto (UPC), superando a RCA en una competencia.
El primer elemento escaneado fue  un paquete de goma de mascar en un supermercado de Ohio en 1974.

## Muerte
Woodland murió a causa de los efectos de la enfermedad de Alzheimer  el 9 de diciembre de 2012 en Edgewater, Nueva Jersey.

## Premios
- En 1973, IBM le otorgó a Woodland su Premio a Contribución Sobresaliente.[3]
- En 1992 fue galardonado con la Medalla Nacional de Tecnología del presidente George W Bush, por su contribución a la tecnología del código de barras.[6]
- En 1998 Woodland recibió un título honorario de su alma mater, la Universidad de Drexel.[3]
- En 2011 Woodland  fue incluido en los Inventores Nacionales del Salón de la Fama.[7]